# Adone Carapezzi

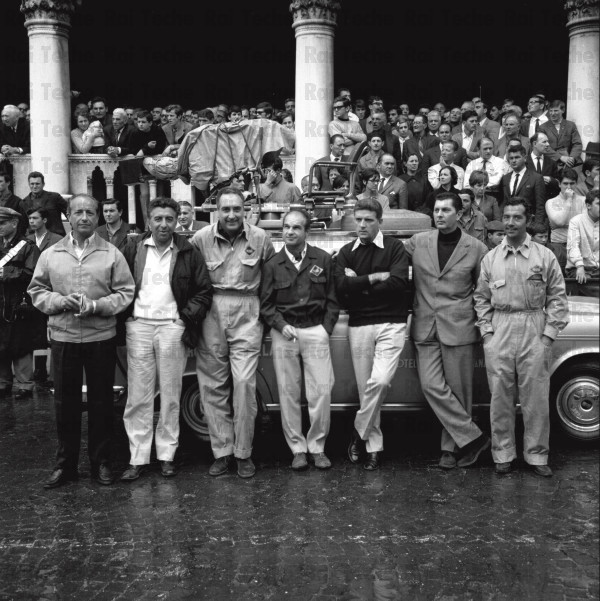
Foto di gruppo dei giornalisti della Rai al Giro d'Italia 1967. Adone Carapezzi è il primo a sinistra insieme con Enrico Ameri, Nando Martellini, Sandro Ciotti, Sergio Zavoli, il capo spedizione Nino Greco ed Adriano De Zan.

Adone Carapezzi (Milano, 13 settembre 1919 – Milano, 1º aprile 2008) è stato un giornalista, radiocronista sportivo, conduttore radiofonico e conduttore televisivo italiano.

## Biografia
Milanese, figlio del ciclista emiliano successivamente dirigente del Milan e del Velodromo Vigorelli Anteo Carapezzi, nonché nipote del ciclista Egisto Carapezzi e cugino del ciclocrossista italo-francese Albert Carapezzi, lavorò dal 1946 al 1982 per la Rai, inizialmente come collaboratore e inviato per moltissimi servizi del Giornale Radio dalla sede di corso Sempione a Milano. Dopo l'assunzione in pianta stabile, avvenuta nel 1955, venne impiegato a tempo pieno come cronista sportivo.
Si occupava principalmente di automobilismo (seguì le ultime edizioni della Mille Miglia e diversi campionati mondiali di Formula 1, poi sostituito da Everardo Dalla Noce), ciclismo (seguì numerosi Giri d'Italia, Tour de France e campionati mondiali) e calcio: memorabili furono alcune sue interviste, tra cui quelle a Gigi Villoresi e Fausto Coppi.
Lavorò con altri grandi inviati come Adriano De Zan, Sandro Ciotti, Nando Martellini, Piero Angela, Paolo Rosi, Beppe Viola e Roberto Bortoluzzi; talvolta sostituì quest'ultimo alla conduzione della trasmissione Tutto il calcio minuto per minuto.
In televisione fu il conduttore, dal 1976 al 1979, della trasmissione La Domenica Sportiva nelle edizioni che andavano in onda durante l'estate. Nel 1983 andò in pensione e collaborò per un breve periodo a Telemontecarlo, dove concluse la carriera.
È deceduto nella sua casa di Milano a 88 anni. Venne sepolto al Cimitero Maggiore di Milano, fino a termine concessione.